# 酒篓子酒
酒篓子酒是河北承德下板城镇出产的一种白酒，源于1703年当地人刘焱创立的金谷酒坊。1860年酒坊因战乱倒闭，35年后由第八代家族传人刘嗣廷恢复。1954年成为金谷酿酒厂，后数度改制、易名。酒篓子酒乃以大米、糯米、高粱、玉米、小麦等五粮，以小麦制曲，固态糖化发酵74至120日，固态蒸馏等传统工艺酿出的浓香型白酒。